# Helmut Oxner
Helmut Oxner (* 1956, † 24. Juni 1982 in Nürnberg) war ein deutscher Neonazi, der am 24. Juni 1982 in Nürnberg drei Menschen erschoss und drei weitere verletzte.

## Vorleben
Oxner war Dachdecker im Betrieb seines Vaters. Bis 1979 war er nach Einschätzung des Bayerischen Landeskriminalamtes „politisch völlig desinteressiert“. Über einen Arbeitskollegen gelangte er in Kontakt zu den Jungen Nationalisten (JN) und zur NPD. Er besuchte dann jahrelang Veranstaltungen der Jungen Nationalisten. Wegen antisemitischer Äußerungen wurden Oxner und andere am 29. Januar 1981 allerdings von den Stammtischtreffen der JN ausgeschlossen.
Am Tag vor der Tat musste sich Oxner zusammen mit Rudolf Rother unter anderem wegen Volksverhetzung und Bedrohung vor dem Schöffengericht verantworten, weil beide in mehreren anonymen Telefonanrufen Türken und Juden als „Kameltreiber“, „Ausländersau“ oder „Judensau“ beschimpft hatten. Beide hatten der Polizei gegenüber ferner gestanden, die Nürnberger Stadtmauern mit Neonazi-Parolen beschmiert zu haben; Oxner widerrief später sein Geständnis, weshalb eine Hauptverhandlung für den Herbst 1982 terminiert war. Gegen beide war auch im Zusammenhang mit dem Mord an  Shlomo Lewin ermittelt worden.
Bereits Anfang 1981 waren bei einer Hausdurchsuchung bei Oxner zwei seiner Waffen, für deren Besitz er keine Genehmigung besaß, beschlagnahmt worden. Das Verfahren wegen Verstoßes gegen das Waffengesetz wurde im August 1981 eingestellt mit der Auflage, 200 DM an eine gemeinnützige Organisation zu zahlen. Für die übrigen Waffen seines Arsenals hatte Oxner, der seit 1977 Mitglied des Schützenvereins „Rangierbahnhof“ war, gültige Waffenbesitzkarten und diese wurden ihm trotz der Verfahren auch nicht entzogen, da das Nürnberger Ordnungsamt keine konkrete Gefährdung der öffentlichen Sicherheit sah. Der Leiter der Behörde, Helmut Rietzer, sagte hierzu: „Unser Eindruck war, das ist zwar einer, der schreit, aber der schießt nicht.“

## Tat
Laut polizeilichen Ermittlungen fuhr Oxner gegen 21.45 Uhr in die Innenstadt und stellte sein Auto in der Kartäusergasse ab. Bei sich hatte er eine Umhängetasche mit zwei Revolvern und einer Pistole, rund 200 Schuss Munition und Aufkleber der US-amerikanischen rechtsradikalen Organisation NSDAP-AO. Als er am späten Abend des Tattages in der Diskothek Twenty Five zum Zahlen aufgefordert wurde, erschoss er den neben der Kasse stehenden 24 Jahre alten amerikanischen nicht-weißen Staatsbürger William Schenck und feuerte danach auf die zwei Dutzend Gäste auf der Tanzfläche, wobei er den 27 Jahre alten amerikanischen Sergeanten Rufus Surles tödlich traf. Eine Koreanerin und ein türkischer Kellner, der sich auf ihn geworfen und den Revolver aus der Hand geschlagen hatte, wurden schwer verletzt. Im folgenden Handgemenge verlor er seinen großkalibrigen Smith & Wesson-Revolver Magnum 357, entnahm aber umgehend aus einer Umhängetasche eine weitere Waffe. Nach Verlassen der Bar lief er in Richtung Luitpoldstraße, skandierte „Es lebe der Nationalsozialismus!“ und schoss auf ausländische Passanten. Er traf den 21 Jahre alten Ägypter Mohamed Ehap tödlich und verletzte den Libyer Sultan A. schwer.
Polizisten, die in Deckung gehen wollten, rief er „Ich schieße nur auf Türken!“ und flüchtenden Passanten „Jeder Jude gehört vergast!“ zu. Er hinterließ die Aufkleber der NSDAP-Aufbauorganisation am Tatort. Nachdem die Polizei am Tatort eingetroffen war, verschanzte sich Oxner in einer Hauseinfahrt, schoss weiter und lud immer wieder nach. Nach einigen Minuten Feuergefecht traf ihn ein Polizist in die Hüfte. Mit dem Schrei „Ihr Bullen bekommt mich nicht!“ tötete sich Oxner mit Schüssen in Herz und Lunge selbst.

## Einordnung
Das Bayerische Staatsministerium des Innern sah in Oxner einen „terroristischen Einzelgänger“; der Leiter der Sonderkommission, Erwin Hösl, meinte noch in der Tatnacht, Oxner sei „wie alle diese Leute nicht normal“. Die am Tag nach der Tat erschienenen Zeitungen sahen in ihm einen „wahnsinnigen Amokläufer“. Nach Ansicht des Spiegel (1982) hingegen fügte sich Oxners Tat „in eine Welle rechtsradikaler Gewalttätigkeit“, „die derzeit die Bundesrepublik überschwappt“. Im Übrigen wurde Oxner in der Presse als „Waffennarr“ und NPD-Anhänger bezeichnet und in das Umfeld der Wehrsportgruppe Hoffmann eingeordnet. NSU-Watch bezeichnet die Tat als „rassistisch motivierten Amoklauf“. Nach Auffassung des Bayerischen Staatsministeriums des Innern vom 21. November 2012 steht fest, dass Oxner als Alleintäter gehandelt hat, dessen Motiv in „starker Ausländerfeindlichkeit, verbunden mit seiner rechtsextremen politischen  Einstellung  und in einer Art Waffenfetischismus zu suchen“ sei; Oxner ist demnach nicht Amok gelaufen, sondern hat sich zumindest bei den Schüssen auf die Passanten als Opfer gezielt Ausländer ausgewählt.

## Rezeption
Bernies Autobahn Band verarbeitete Oxners Tat in ihrem Stück Donnerstag, erschienen 1984 auf dem Album Gesellschaftsspiele.
Noch 2012 war unter anderem Oxner im Bayerischen Landtag Gegenstand einer schriftlichen Anfrage der Abgeordneten Sepp Dürr und Christine Stahl (Bündnis 90/Die Grünen).